# غواصة يو-124
كانت الغواصة يو-124 واحدة من 329 غواصة خدمت في البحرية الإمبراطورية الألمانية خلال الحرب العالمية الأولى.